# Leptogaster aestiva
Leptogaster aestiva là một loài ruồi trong họ Asilidae. Leptogaster aestiva được White miêu tả năm 1914. Loài này phân bố ở miền Australasia.